# Rathaus (Orneta)

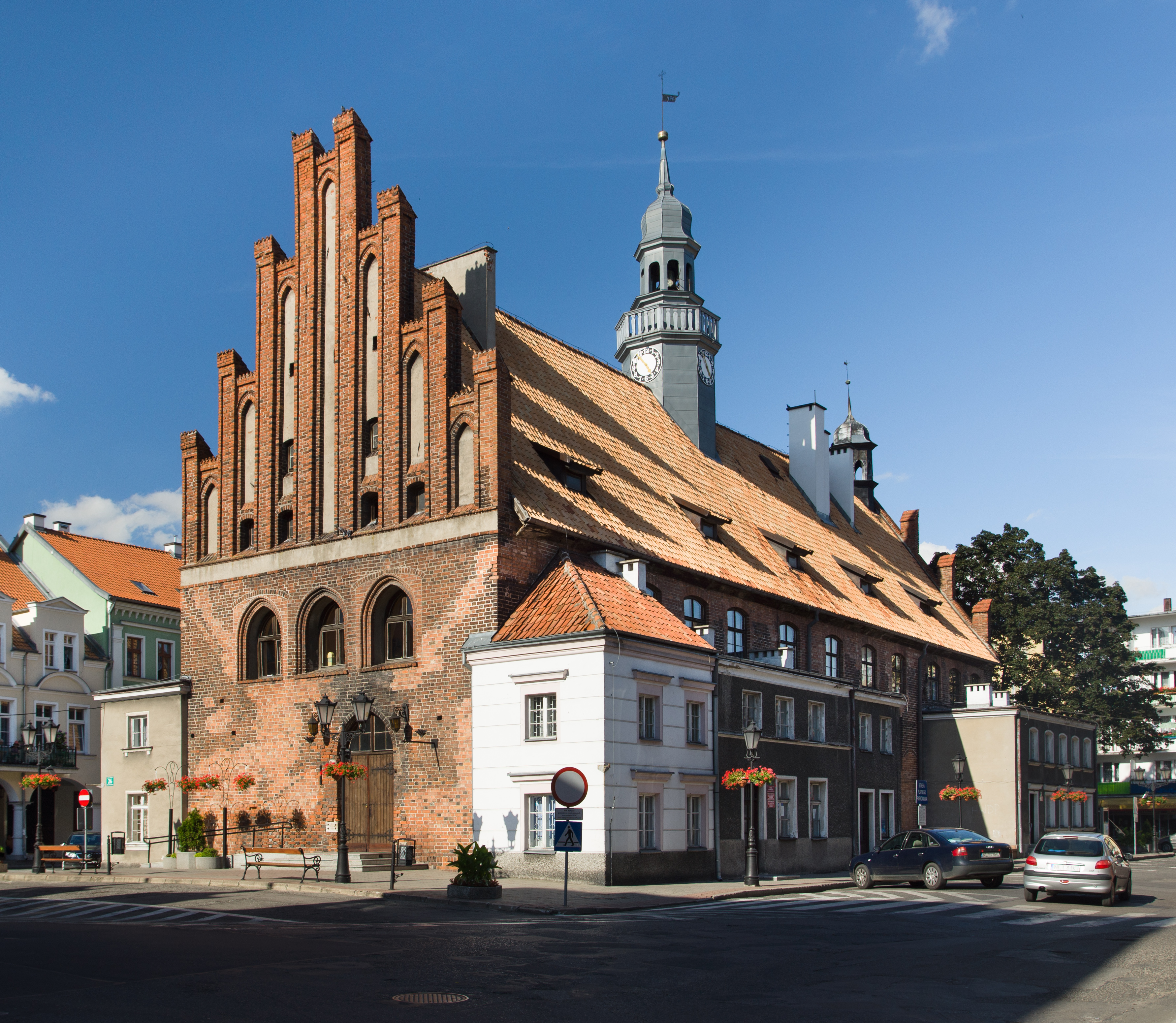
Gesamtansicht des Rathauses

Das Rathaus (Ratusz)  ist ein gotischer Bau im ermländischen Wormditt (Orneta). Der Bau zählt zu den Hauptbeispielen der Norddeutschen Backsteingotik im profanen Bereich.

## Geschichte
Das Rathaus wurde 1384 zur Zeit des Deutschordensstaates an Stelle eines Vorgängerbaus errichtet. Wir an anderen Orten, war das Dortmunder Alte Rathaus Vorbild. Ab dem 15. Jahrhundert wurden an das Rathaus gemauerte Krämerstände angebaut. Nach Einsturz der Ostfassade im 17. Jahrhundert wurde bei Wiederaufbau der Laubengang weggelassen, und der Bau mit einem Reiterturm versehen. Im Jahr 1777 wurde an der nördlichen Seite eine Wachstube für die Stadtpolizei angebaut.
Zeitweise war der Zugang zum Rathaus in Privatbesitz, so dass die Stadtverwaltung das Rathaus rechtlich nur mit Genehmigung eines Privatmanns betreten konnte.
In den Jahren 1907–1908 wurden die Giebel, das Dach und die Fenster des Gebäudes saniert, 1920 wurde das Innere neu umgebaut und ein neuer Eingang mit Treppen zur Ostseite geschaffen. Im Zweiten Weltkrieg wurde das Gebäude stark beschädigt. 1955 begann man mit dem Rückbau einiger der umliegenden Gebäude.

## Bauwerk
Der Ziegelbau auf rechteckigem Grundriss hat eine Länge von 40 Metern und zwei Stockwerke. Die Keller wurden mit Gewölben überdeckt und in eine Reihe von Kammern mit eigenen Ladeöffnungen unterteilt. Im Untergeschoss befand sich eine große, einräumige Markthalle mit Fleischbuden und Brotbänken. Das Gebäude ist mit einem Satteldach bedeckt, das an seinen kürzeren Seiten von gotischen Stufengiebeln getragen wird, der mit seinen ragenden Staffeln das Bild des Baus dominiert.